# Christian Schäfer (Politiker, 1805)
Christian Schäfer (* 13. September 1805 in Züschen; † 19. November 1841 ebenda) war ein deutscher Landwirt, Schuhmachermeister, Schneidermeister, Bürgermeister und Politiker.

## Leben
Schäfer war der Sohn des Schneidermeisters und Polizei-Inspektors Johann Henrich Schäfer (* 27. März 1769 in Züschen; † 24. Mai 1832 ebenda) und dessen Ehefrau Anna Martha geborene Gramschütz. Er war evangelisch-reformiert und heiratete am 15. November 1835 in Züschen Amalie Ritte (* 6. Mai 1814 in Züschen; † 14. März 1871 ebenda), die Tochter des Pfarrers der evangelisch-reformierten Gemeinde in Züschen Henrich Jacob Ritte und der Anna Martha Grebing.
Schäfer lebte als Landwirt, Schuhmachermeister und später als Damenschneidermeister in Züschen. Von Herbst 1840 bis zum 19. November 1841 war er Bürgermeister der Stadt Züschen. Als solcher war er vom 2. November 1840 bis zum 19. November 1841 Mitglied des Landstandes des Fürstentums Waldeck.